# Алиев, Сакит
Сакит Алиев (азерб. Sakit Əliyev; 22 декабря 1965, Товуз — 12 октября 2015, там же) — советский и азербайджанский футболист, защитник.

## Биография
Дебютировал на профессиональном уровне в чемпионате Азербайджана в команде «Туран» (Товуз). В клубе провёл 5 лет, стал чемпионом Азербайджана в сезоне 1993/94, когда командой руководил Казбек Туаев.
29 марта 1995 года сыграл единственный матч за сборную Азербайджана — против сборной Словакии.
Сезон 1997/98 провёл в команде «Кяпаз» (Гянджа), затем вернулся в Туран, где и завершил карьеру игрока в возрасте 39 лет.
Провёл 4 матча в еврокубках — 2 игры за «Туран» в Кубке УЕФА 1994/95 и 2 игры за «Кяпаз» в Кубке кубков в сезоне 1997/98.

### Тренерская деятельность
Тренерскую карьеру начал в 2005 году в «Туране» в качестве ассистента главного тренера Наджи Шенсоя. В январе 2006 года турецкий специалист был уволен, а Алиева назначили главным тренером команды. В качестве главного тренера отработал 1,5 сезона.
В 2008 году получил тренерскую лицензию категории «А».
В сезоне 2009/10 работал тренером «Турана», а с июня 2010 года снова стал главным тренером команды. После 7-го тура Премьер-лиги Азербайджана сезона 2010/11 «Бакы» — «Туран» (3:1) покинул пост главного тренера. На тот момент команда свела три игры вничью, потерпела четыре поражения и занимала предпоследнее место в турнирной таблице. Место Алиева занял Реваз Дзодзуашвили, ранее работавший в клубе в должности тренера-консультанта.
В октябре 2010 стал тренером детской школы «Турана», чуть позже вернулся в основную команду на должность тренера.

## Достижения

### Чемпионат
- Чемпион Азербайджана: 1993/94 (в составе «Турана»), 1997/98 (в составе «Кяпаза»)
- Серебряный призёр чемпионата Азербайджана: 1994/95 (в составе «Турана»)
- Бронзовый призёр чемпионата Азербайджана: 1992, 1993 (в составе «Турана»)